# Bakri Hassan Saleh
Bakri Hassan Saleh (em árabe: بكري حسن صالح; Dongola, 1949) é um militar e político sudanês. Ele é o atual primeiro vice-presidente do Sudão, nomeado para o cargo em 8 de dezembro de 2013 pelo presidente Omar al-Bashir. Foi também primeiro-ministro do país entre 2017 e 2018.
Anteriormente, Saleh participou da derrubada de Ahmed al-Mirghani em 1989, tendo sido membro do Conselho do Comando Revolucionário para Salvação Nacional que governou o Sudão após a golpe de Estado. Saleh também ocupou posições de destaque nas agências de segurança sudanesas, particularmente o Ministério da defesa, que dirigiu até 2005.